# رافائيل فيريرا دوناتو
رافائيل فيريرا دوناتو لاعب كرة قدم برازيلي، لعب سابقاً في نادي الكوكب السعودي .

## روابط خارجية
- رافائيل فيريرا دوناتو على موقع قاعدة بيانات كرة القدم.إي يو (الإنجليزية)
- رافائيل فيريرا دوناتو على موقع Soccerway.com (الإنجليزية)